# Ominato
Ōminato (大 凑 警备 府?, Ōminato Keibifu) è un distretto di  guardia giapponese. È stata la base principale della Marina imperiale giapponese, nel nord di Honshū, prima e durante la seconda guerra mondiale. Situato nella baia di Mutsu, (presso l'odierna città di Mutsu, prefettura di Aomori, Ōminato permise di mantenere il controllo dello strategico stretto di Tsugaru tra Honshū e Hokkaidō con pattuglie lungo l'isola di Hokkaidō, Karafuto e le coste delle Isole Curili.